# Bahnhof Omaruru

Der Bahnhof Omaruru (englisch Omaruru Railway Station) ist der einzige Bahnhof in der namibischen Stadt Omaruru.
Der Bahnhof besteht aus einem Gebäude für den Personenverkehr und einem für den Güterverkehr. Der Bahnhof wird im Regelverkehr auf der Bahnstrecke Kranzberg–Walvis Bay durch TransNamib genutzt (Stand 2008).